# Scleria densispicata
Scleria densispicata är en halvgräsart som först beskrevs av Charles Baron Clarke, och fick sitt nu gällande namn av Johannes Hendrikus Kern. Scleria densispicata ingår i släktet Scleria och familjen halvgräs. Inga underarter finns listade i Catalogue of Life.